# Geitoneura tasmanica
Geitoneura tasmanica är en fjärilsart som beskrevs av Charles Lyell 1900. Geitoneura tasmanica ingår i släktet Geitoneura och familjen praktfjärilar. Inga underarter finns listade i Catalogue of Life.